# Stipa pontica
Stipa pontica is een plant uit de grassenfamilie (Poaceae). De soort komt voor in steppegebieden en rotsachtige hellingen op de Krim, het noordwesten van de Kaukasus, Bulgarije, delen van Turkije en het noorden van Irak. Groeit tot een hoogte van maximaal 40 cm.

## Synoniem
- Stipa poetica Klokov
- Stipa pennata var. pontica (P.A. Smirn.) Hayek
- Stipa zalesski pontica (P.A.Smirn.) Tzvelev

... · 
S. capillata · 
S. lessingiana · 
S. pennata · 
S. pontica · 
S. pulcherrima · 
S. tirsa · 
S. ucrainica · 
S. zalesskii · 
...